# 伊江朝倚
伊江 朝倚（いえ ちょうき、1715年〈正徳5年/康熙54年〉 - 1763年〈宝暦13年/乾隆28年〉）は、琉球王国第二尚王氏王統の人。唐名は尚依仁。伊江御殿六世である伊江按司朝良の長男。伊江御殿七世。室は尚敬王の次女瑞慶覧翁主、童名 (琉球諸島・奄美群島)は思戸金。
1731年（享保16年/雍正9年）、 欹髻を結い、伊江島大城の名島を賜る。1735年（享保20年/雍正13年）、室思戸金按司が、中城間切瑞慶覧の名島を賜る。 1746年（延享3年/乾隆11年）、家統を継いで伊江島総地頭職に任ぜられ、知行高百石を賜る。1758年（宝暦8年/乾隆23年）、総与頭職兼大与奉行職に任ぜられる。1760年（宝暦10年/乾隆25年）、王命で王世子の養父となる。1763年（宝暦13年/乾隆28年）、王子の位に陛り、知行高百石を賜る（都合二百石）。1784年（天明4年/乾隆49年）、室尚氏が、聞得大君となり知念間切総地頭職を賜る。

## 系譜
- 父：伊江按司朝良（向氏伊江御殿六世）
- 母：翁氏真鍋樽
- 室：瑞慶覧翁主（尚敬王次女）
- 長女：思亀樽
- 長男：伊江按司朝藩（向氏伊江御殿八世）
- 次男：朝征、唐名：向執和、童名：真蒲戸
- 次女：司雲上按司、童名：真鶴金（向誠範・我那覇按司朝冨に嫁ぐ）
- 三女：真牛金（向天保・玉川按司朝英に嫁ぐ）